# 司马彪
司马彪（240年代—306年），字绍统，河内温（今河南温县）人，西晋宗室、史学家、文学家。司马懿六弟司马进之孙，高阳王司马睦长子，出嗣司马懿八弟司马敏。

## 事蹟及著作
自小好学不倦，然好色薄行，所以不得为嗣。司马睦将其出嗣，实为废除他的继承权。司马彪因此折节改志，闭门读书。晋武帝时，任秘书郎、秘书丞、散骑侍郎等职。晉惠帝末年於家中去世，享年六十餘歲。
曾作《九州春秋》，记述东汉末军阀混战。又因东汉史籍记述繁杂，汉安帝、汉顺帝以后史事亡佚颇多，汇集整理群书，著成《续汉书》80卷。另有《庄子注》21卷，《兵记》20卷，文集4卷。均佚。今仅于《文选》中存《赠山涛》《杂诗》等。其《續漢書》八志後來併入范曄《後漢書》中。

## 評價
- 《晉書》：
  - 「古之王者咸建史臣，昭法立訓，莫近於此。若夫原始要終，紀情括性，其言微而顯，其義皎而明，然後可以茵藹緹油，作程遐世者也。丘明即沒，班馬迭興，奮鴻筆於西京，騁直詞於東觀。自斯已降，分明競爽，可以繼明先典者，陳壽得之乎！江漢英靈，信有之矣。允源將率之子，篤志典墳；紹統戚籓之胤，研機載籍。咸能綜緝文，垂諸不朽，豈必克傳門業，方擅箕裘者哉！處叔區區，勵精著述，混淆蕪舛，良不足觀。叔甯寡聞，穿窬王氏，雖勒成一家，未足多尚。令升、安國有良史之才，而所著之書惜非正典。悠悠晉室，斯文將墜。鄧粲、謝沈祖述前史，葺宇重軒之下，施床連榻之上，奇詞異義，罕見稱焉。習氏、徐公俱云筆削，彰善癉惡，以為懲勸。夫蹈忠履正，貞士之心；背義圖榮，君子不敢。而彥威跡淪寇壤，逡巡于偽國；野民運遭革命，流漣於舊朝。行不違言，廣得之矣。」
  - 贊「陳壽含章，岩岩孤峙。彪溥勵節，摛辭綜理。王恧雅才，虞慚惇史。幹孫撫翰，前良可擬。鄧謝懷鉛，異聞無紀。習亦研思，徐非絢美，咸被簡冊，共傳遙祀。」

## 詩贊
唐太宗作詩贊其《志》：
二儀初創象，三才乃分位。

非惟樹司牧，固亦垂文字。

緜代更膺期，芳圖無輟記。

炎漢承君道，英謨纂神器。

潛龍既可躍，逵兔奚難致。

前史殫妙詞，後昆沈雅思。

書言揚盛跡，補闕興洪志。

川谷猶舊途，郡國開新意。

梅山未覺朽，穀水誰云異。

車服隨名表，文物因時置。

鳳戟翼康衢，鑾輿總柔轡。

清濁必能澄，洪纖幸無棄。

觀儀不失序，遵禮方由事。

政宣竹律和，時平玉條備。

文囿雕奇彩，藝門蘊深致。

雲飛星共流，風揚月兼至。

類禋遵令典，壇壝資良地。

五勝竟無違，百司誠有庇。

粵予承暇景，談叢引泉祕。

討論窮義府，看覈披經笥。

大辨良難仰，小學終先匱。

聞道諒知榮，含毫孰忘媿。

## 延伸阅读
[在维基数据编辑]
 在维基文库阅读此作者作品
 《晉書·卷082》，出自房玄齡《晉書》